# Eduardo Acevedo Pineda
Eduardo Acevedo Pineda (né le 8 juin 1964 au Guatemala) est un joueur de football international guatémaltèque, qui évoluait au poste de défenseur, avant de devenir entraîneur.

## Biographie

### Carrière de joueur

#### Carrière en sélection
Avec l'équipe du Guatemala, il joue 23 matchs (pour aucun but inscrit) entre 1991 et 2000. 
Il figure notamment dans le groupe des sélectionnés lors des Gold Cup de 1991, de 1996 et de 2000.
Il joue également 4 matchs comptant pour les tours préliminaires des coupes du monde 1998 et 2002.